# 圣叙尔比斯广场

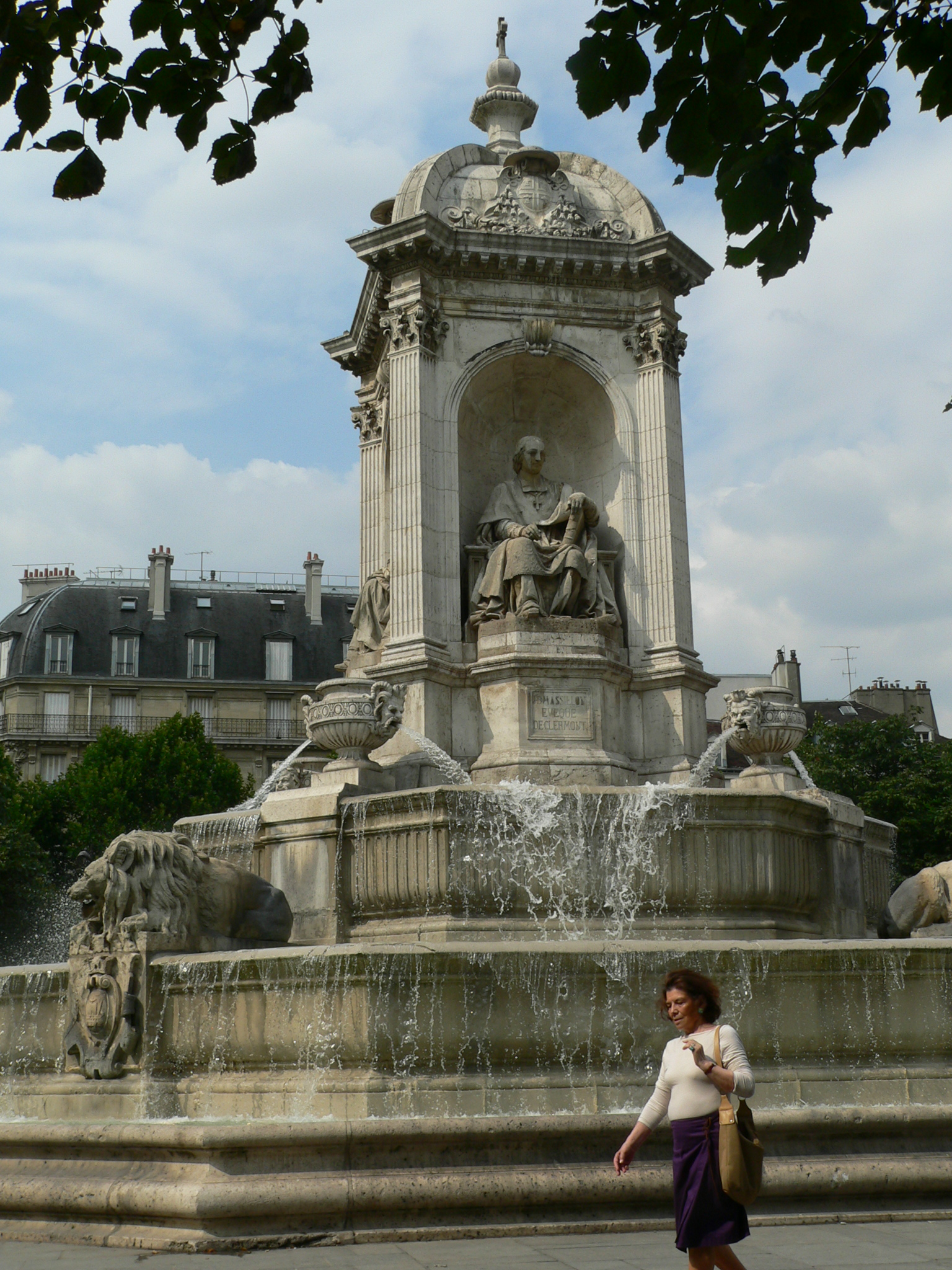
四主教喷泉 - 马西永雕像

圣叙尔比斯广场（Place Saint Sulpice）是巴黎第六区的拉丁区一个大型广场，东侧是巨大的圣叙尔比斯教堂，建于1754年。

## 特色
除教堂外，广场的特色：
- 四主教喷泉：1844年建于广场中心，由建筑师约阿希姆·威斯康提（Joachim Visconti）设计。四边分别是四位主教的雕像：波舒埃（Bossuet）、芬乃伦（Fénelon）、弗莱希埃（Fléchier）和马西永（Massillon）。
- 栗树开粉红色的花
- 市政厅咖啡厅，作家和学生的聚集处，出现在1990年电影离散（La Discrète）中。
- 第六区的区公所

## 交通
这个广场附近的地铁站有圣苏比斯站和马比永站。
48°51′3″N 2°20′0″E / 48.85083°N 2.33333°E